# Odontonema tubaeforme
Odontonema tubaeforme, cuyos nombres comunes son coral de jardín, clavo de fuego o espiga de fuego, es una especie de planta fanerógama de la familia Acanthaceae. Es originaria de América Central y de México.

## Descripción

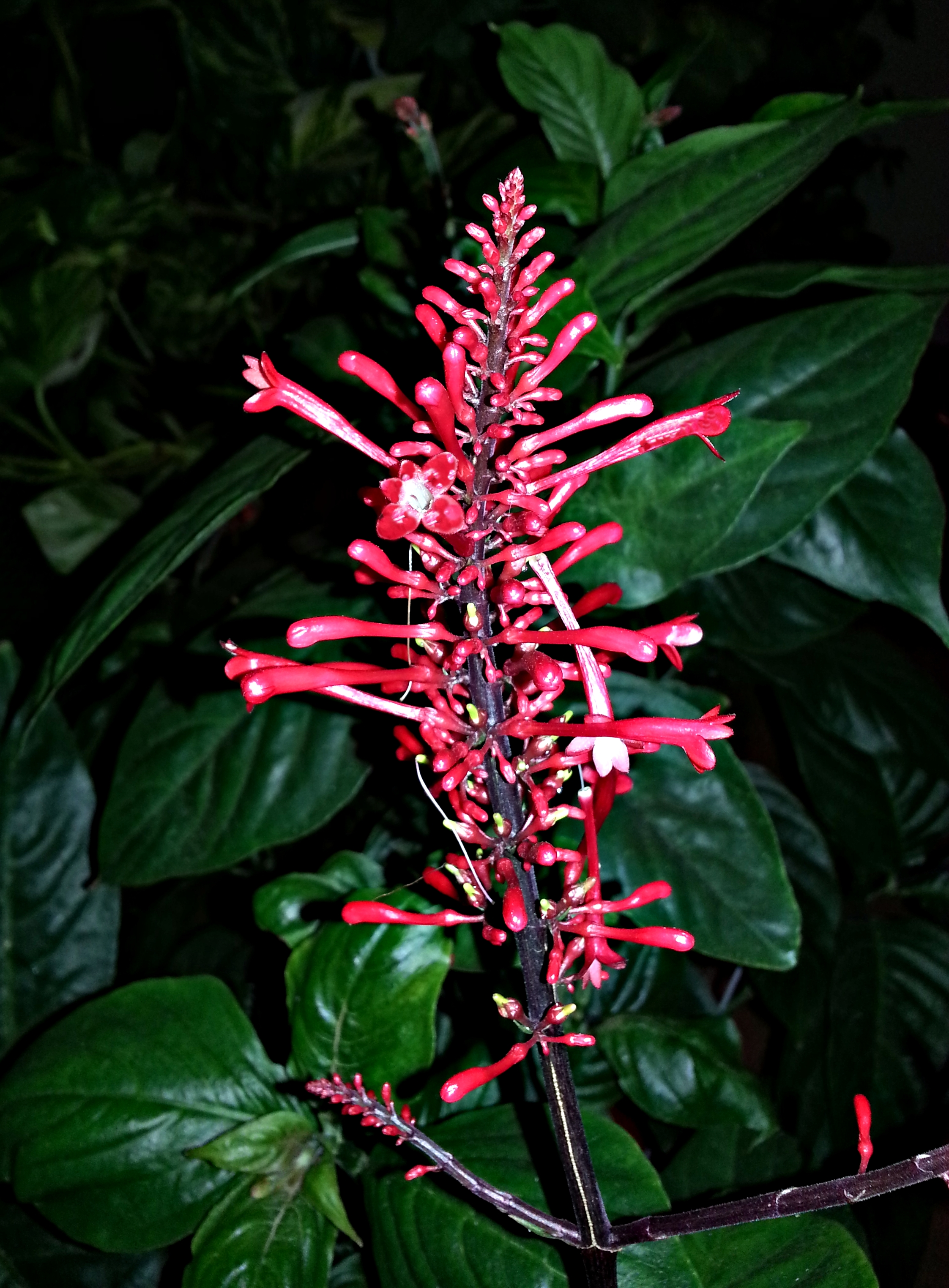
Inflorescencia terminal, de flores rojas brillantes y cerosas.

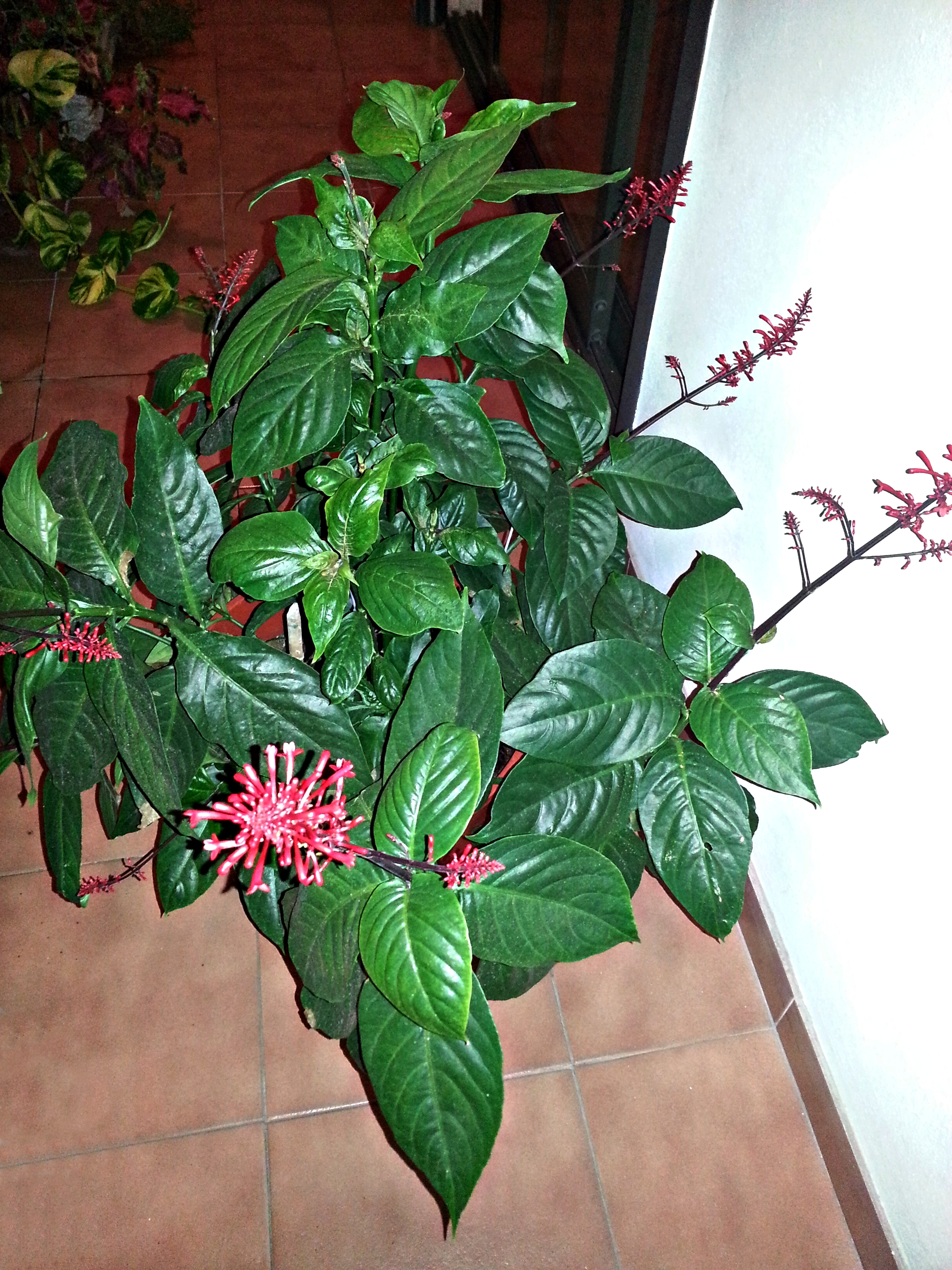
Planta de seis meses de edad desarrollada en maceta, con inflorescencias terminales rojas.

Es un arbusto que alcanza 16-22 dm de altura. Sus tallos son erectos y poco ramificados. Sus hojas alcanzan 15-21 cm de largo y tienen borde entero.
La floración sucede en otoño. Las flores tubulares de color rojo brillante se disponen en inflorescencias terminales de unos 30 cm, y atraen mariposas y colibríes.
Se propaga por estaquillas herbáceas en primavera. Desarrolla con relativa rapidez en contenedores con suelo húmedo y bien drenado. Suele florecer en el otoño siguiente.
En zonas cálidas retiene su follaje todo el año. Las heladas producen la muerte de hojas y tallos, aunque suele rebrotar en la primavera siguiente.

## Taxonomía
La especie fue descrita inicialmente como Thyrsacanthus strictus por Christian Gottfried Daniel Nees von Esenbeck y publicada en Prodromus Systematis Naturalis Regni Vegetabilis 11: 324, en 1847, hoy en día es un sinónimo de esta. Más adelante, sería transferida al género Odontonema por Otto Kuntze en Revisio Generum Plantarum 2: 494, en 1891, nombre científico que también es un sinónimo actualmente; y ulteriormente se cambiaría la especie como Odontonema tubaeforme por Otto Kuntze en Revisio Generum Plantarum 2: 494, en 1891, siendo esta última, descrita inicialmente como Justicia tubaeformis por Antonio Bertoloni en Nuovi Annali delle Scienze Naturali 1(1): 410, en 1838, considerado tanto como un sinónimo como el basónimo de esta.

#### Etimología
Véase: Odontonema
tubaeforme: epíteto latino que significa "en forma de tuba".